# Aktiver Investor
Ein aktiver Investor oder aktivistischer Investor (englisch shareholder activism oder activist investor) ist eine natürliche oder juristische Person, die mit Hilfe einer Beteiligung an einem meist börsennotierten Unternehmen versucht, die Strategie eines Unternehmens zu beeinflussen. Ziel ist immer eine Wertsteigerung der Beteiligung durch Aktienrückkäufe, höhere Dividenden, M&A, Spin-offs, Strategiewechsel oder durch Wechsel in der Geschäftsleitung und Verwaltungsrat.
Häufig sind aktive Investoren der Meinung, dass das jeweilige Management der Unternehmung Eigeninteressen entwickelt habe, die diametral zu denen der Aktionäre bzw. Investoren stehen, und diese wertvernichtend seien. Beklagt werden häufig Mängel in der Corporate Governance sowie auch zu hohe Saläre oder Firmenjets und prunkvolle Büros. Diese Kämpfe werden häufig öffentlich-medial und in sozialen Netzwerken geführt.

## Merkmale

### Forderungen
Die Forderungen von Aktivisten zielen immer darauf den Wert der Aktien zu steigern.
- Rückführung von überschüssigem Kapital an die Aktionäre via Aktienrückkäufe oder Dividenden
- Abstoßen von Unternehmensteilen via Verkauf oder IPO
- Verkauf oder Fusion des gesamten Unternehmens
- Wechsel in Verwaltungsrat oder Geschäftsleitung
- Änderung der Strategie bzw. Veränderung von Unternehmens- oder Rentabilitätszielen

### Kapitaleinsatz
Die häufigsten Strategien basieren auf einer Minderheitsbeteiligung, da diese wenig Kapital bindet und das Risiko minimiert. Häufig werden die Beteiligungen oder Teile davon über Optionen u. a. gehalten. Beispiele: Im Jahr 2017 hat der Schweizer Hedgefonds-Manager Rudolf Bohli eine Kampagne gefahren mit einem Aktienpaket von 0,2 Prozent an der Bank Credit Suisse. Daniel Loeb versuchte mit seinem Hedge Fund Third Point über einen Anteil von 1,3 Prozent an Nestlé das Management für seine Anliegen zu gewinnen.

### Berater
Banken beraten häufig nur die Ziele von Aktivisten und nicht die Aktivisten selber, um künftige Geschäftsbeziehung mit den Unternehmen nicht negativ zu beeinflussen. Gemäß dem amerikanischen Anbieter für Finanzdaten Factset waren im Jahr 2016 folgende Banken und Anwaltskanzleien in beratender Funktion in den USA zuständig:
| Berater                       | Anzahl Aktivisten | Anzahl Unternehmen |
| ----------------------------- | ----------------- | ------------------ |
| Morgan Stanley                | 0                 | 18                 |
| Goldman Sachs                 | 0                 | 17                 |
| Evercore Partners             | 0                 | 9                  |
| J.P. Morgan Chase & Co.       | 0                 | 7                  |
| Houlihan Lokey Howard & Zukin | 1                 | 4                  |

| Berater                       | Anzahl Aktivisten | Anzahl Unternehmen |
| ----------------------------- | ----------------- | ------------------ |
| Goldman Sachs                 | 0                 | 24                 |
| J.P. Morgan Chase & Co.       | 0                 | 14                 |
| Morgan Stanley                | 0                 | 13                 |
| Credit Suisse                 | 5                 | 9                  |
| Houlihan Lokey Howard & Zukin | 0                 | 5                  |

| Berater                          | Anzahl Aktivisten | Anzahl Unternehmen |
| -------------------------------- | ----------------- | ------------------ |
| Olshan Frome Wolosky LLP         | 83                | 0                  |
| Schulte Roth & Zabel             | 20                | 0                  |
| Vinson & Elkins LLP              | 0                 | 19                 |
| Kleinberg, Kaplan, Wolff & Cohen | 14                | 0                  |
| Cadwalader Wickersham & Taft     | 7                 | 6                  |
| Morgan Lewis & Bockius LLP       | 1                 | 12                 |

## Geschichte und Entwicklung
Aktivistische Investoren sind so alt wie die Aktiengesellschaften selbst. Bereits die erste Aktiengesellschaft überhaupt, nämlich die Niederländische Ostindien-Kompanie (Vereenigde Geoctroyeerde Oostindische Compagnie, VOC), welche 1602 in Amsterdam gegründet wurde, war Ziel einer aktivistischen Kampagne. Der Investor Isaac Le Maire wurde deren größter Aktionär und klagte über Probleme im Bereich der Corporate Governance.
Im Jahr 1932 beschrieben Adolf Berle und Gardiner Means in ihrem Buch „The Modern Corporation and Private Property“, dass die Besitzer eines Unternehmens durch dessen steigendes Wachstum langsam die Kontrolle darüber verlieren.

### USA
1981 gab es beispielsweise in den USA keinen einzigen Versuch eines aktiven Investors, Einfluss auf ein Unternehmen auszuüben. Doch schon 1986 waren 10 Prozent aller Firmenkäufe sogenannte feindliche Übernahmen.
| 2000 | 2001 | 2002 | 2003 | 2004 | 2005 | 2006 | 2007 | 2008 | 2009 | 2010 | 2011 | 2012 | 2013 | 2014 | 2015 |
| ---- | ---- | ---- | ---- | ---- | ---- | ---- | ---- | ---- | ---- | ---- | ---- | ---- | ---- | ---- | ---- |
| 104  | 128  | 130  | 147  | 151  | 292  | 506  | 598  | 508  | 370  | 407  | 366  | 392  | 390  | 458  | 487  |

Die Anzahl aktivistischer Kampagnen kann je nach den gewählten Eigenschaften einer solchen variieren.

### Deutschland und Europa
Seit der Finanzkrise nehmen aktivistische Kampagnen auch in Deutschland zu. Ziel ist meist die Erhöhung der Performance im Vergleich zum Branchendurchschnitt durch Übernahme und/oder Zerschlagung. Dabei agieren die Aktivisten zunehmend aggressiv und richten die Angriffe auch persönlich gegen leitende Manager. Oft werden auch andere Aktionäre mit Fehlinformationen zur Unterstützung der Kampagnen mobilisiert („Wutaktionäre“). Beispiele sind die Aktivitäten des schwedischen Finanzinvestors Cevian Capital bei Bilfinger und Thyssenkrupp 2016, die der Active Ownership Capital (AOC) bei Stada (ebenfalls 2016), die zur Übernahme durch andere Finanzinvestoren führte, sowie die Angriffe des Hedgefondsgründers Paul Singer auf das Management von Thyssenkrupp im Jahr 2018. Bei der Grammer AG hatte eine aktivistische Kampagne sogar negativen Einfluss auf die Kunden, die die Zerschlagung des Unternehmens fürchteten. Von Ende 2016 bis November 2017 gab es etwa 120 solcher Kampagnen in Europa, fast doppelt so viele wie fünf Jahre zuvor. In einigen Fällen tätigen die Investoren Leerverkäufe mit den Aktien ihres Zielunternehmens und treiben mit negativen Behauptungen über das Unternehmen den Aktienkurs in die gewünschte Richtung.

## Auswahl aktiver Investoren

### Niederlande
- Isaac Le Maire († 1624)

### USA
- Allan Gray
- Ancora Advisors LLC
- Amber Capital
- Bill Ackman via Pershing Square Capital Management
- Carl Icahn via Icahn Enterprises L.P.
- Daniel Loeb via Third Point Management
- Engine Capital
- Harris Associates L.P.[10]
- Jana Partners
- Nelson Peltz via Trian Fund Management
- Marcato Capital Management
- Paul Singer via Elliott Management
- Relational Investors
- Sandell Asset Management
- Starboard Value[11][12]

### Schweden
- Cevian Capital AB

### Schweiz
- Gregor Greber via Veraison SICAV
- Martin Ebner[13] via Patinex u. a.
- Rainer Marc Frey via Horizon21 AG
- Rudolf Bohli via RBR Capital Advisors AG

## Medien

### Filme
- Wall Street (1987)[14]